# 中央マケドニア
中央マケドニア（ちゅうおうマケドニア、ギリシア語: Κεντρική Μακεδονία / Kentrikí Makedonía）は、ギリシャ共和国の広域自治体であるペリフェリア（地方）のひとつ。ギリシャ領マケドニアの中心をなす。首府はギリシャ第二の都市であるテッサロニキで、ペリフェリアとしてもアッティカ地方に次ぐ人口を抱える。面積は18,811 km2、人口1,795,669人（2021年国勢調査）。

## 地理

### 位置
行政区画である中央マケドニア地方（Κεντρική Μακεδονία）は、ギリシャにおける地理的な地方としての「マケドニア」の中央部に位置する。北に北マケドニア、ブルガリアとの国境が走る。

## 歴史
1987年の地方行政改革により、従来の「地理的な地方」に代わる行政区画として13の「ペリフェリア」（地方）が設置された。中央マケドニア地方もそのひとつである。2010年の地方行政改革（カリクラティス改革）によってペリフェリアの機能が改められて自治権が拡充され、公選制の知事と議会を持つ広域自治体となった。

## 行政区画

### 県

中央マケドニア地方（2011年）

中央マケドニア地方は、以下の7つの行政区（ペリフェリアキ・エノティタ）から構成されている。
|   | 自治体名     | 綴り                     | 政庁所在地   | 面積 Km² | 人口 （2021年） |
| - | ------------ | ------------------------ | ------------ | -------- | --------------- |
| 1 | テッサロニキ | Θεσσαλονίκη Thessaloniki | テッサロニキ | 3,683    | 1,092,919       |
| 2 | ハルキディキ | Χαλκιδική Chalkidiki     | ポリギロス   | 2,918    | 102,085         |
| 3 | セレス       | Σέρρες Serres            | セレス       | 3,968    | 151,317         |
| 4 | キルキス     | Κιλκίς Kilkis            | キルキス     | 2,519    | 70,477          |
| 5 | ペラ         | Πέλλας Pella             | エデッサ     | 2,506    | 126,740         |
| 6 | イマティア   | Ημαθία Imathia           | ヴェロイア   | 1,701    | 131,001         |
| 7 | ピエリア     | Πιερίας Pieria           | カテリーニ   | 1,516    | 119,384         |

### 市
中央マケドニア地方には、基礎自治体である市（ディモス）が38ある。
| - テッサロニキ県 - 1. テッサロニキ（テッサロニキ基礎自治体） - 2. カラマリア - 3. ネアポリ＝シキエス - 4. パヴロス・メラス - 5. アンペロキピ・メネメニ - 6. コルデリオ＝エヴォスモス - 7. デルタ - 8. ハルキドナ - 9. オレオカストロ - 10. ラガダス - 11. ピレア＝ホルティアティス - 12. ヴォルヴィ - 13. テルミ - 14. テルマイコス | - ハルキディキ県 - 15. ネア・プロポンディダ - 16. カサンドラ - 17. ポリギロス - 18. シトニア - 19. アリストテリス - セレス県 - 20. ヴィサルティア - 21. アンフィポリ - 22. ネア・ジフニ - 23. エンマヌイル・パッパス - 24. セレス - 25. シンディキ - 26. イラクリア | - キルキス県 - 27. キルキス - 28. ペオニア - ペラ県 - 29. アルモピア - 30. ペラ - 31. スキドラ - 32. エデッサ - イマティア県 - 33. ナウサ - 34. アレクサンドリア - 35. ヴェロイア（ヴェリア） - ピエリア県 - 36. ピドナ＝コリンドロス - 37. カテリーニ - 38. ディオ＝オリンボス |

## 交通

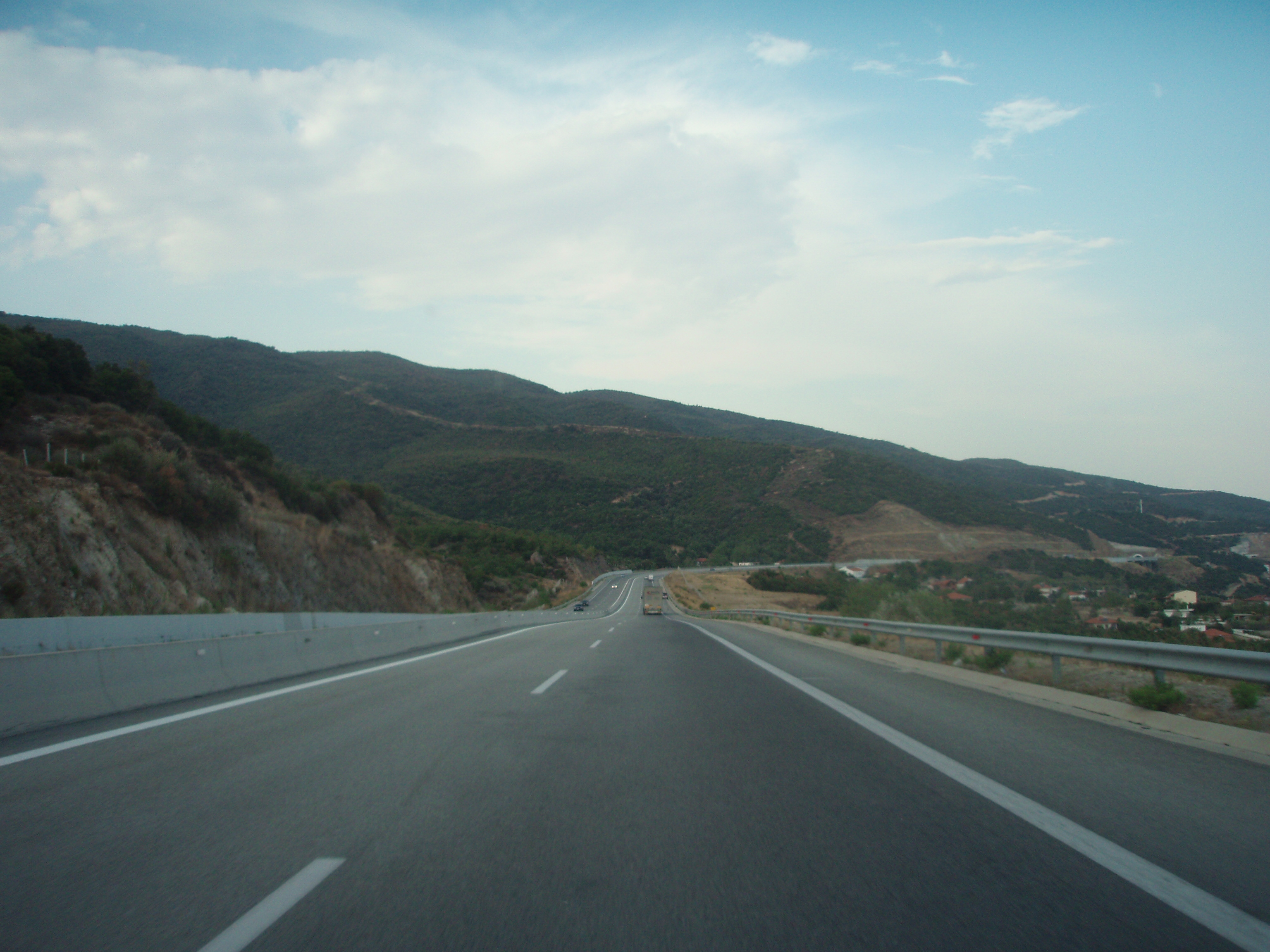
A2号線

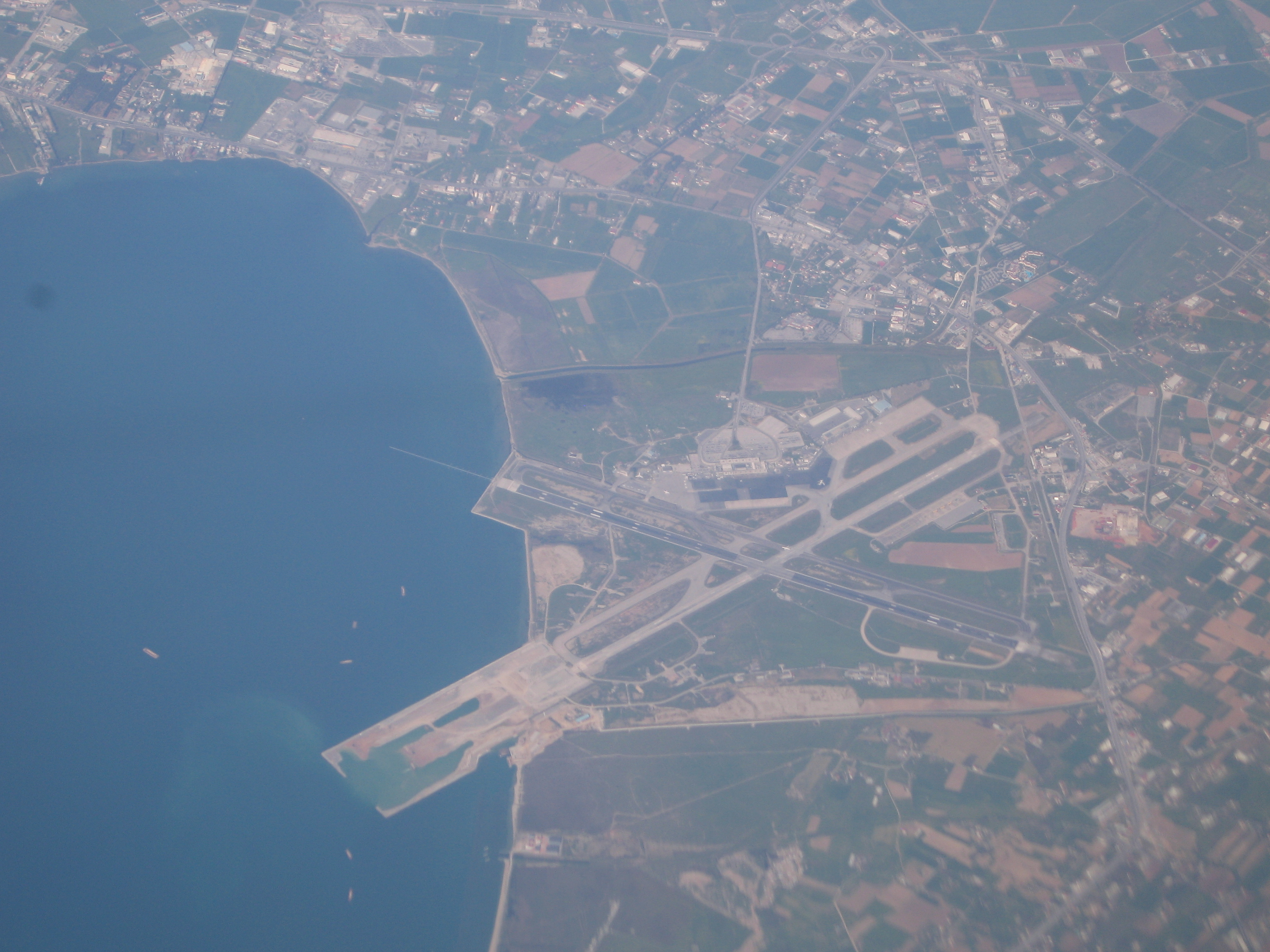
テッサロニキ・マケドニア国際空港

ギリシャ北部の中心都市テッサロニキを中心に、交通網が発達している。

### 道路
〔　〕内の地名はペリフェリア外を示す。
欧州自動車道路
- E75号線 (European route E75)  : 〔… - スコピエ〕 - テッサロニキ - カテリーニ - 〔ラリサ - アテネ - …〕
- E79号線 (European route E79)  : 〔… - ソフィア〕 - セレス - テッサロニキ
- E86号線 (European route E86)  : 〔… - クリスタロピギ〕 - エデッサ - テッサロニキ
- E90号線 (European route E90)  : 〔…  - イグメニツァ〕 - テッサロニキ - 〔アレクサンドルーポリ - …〕

主要な高速道路・自動車道路
- A1号線 (Motorway 1 (Greece))  : エヴゾニ - テッサロニキ - カテリーニ - 〔ラリサ - アテネ〕
- A2号線 (Egnatia Odos (modern road))  : 〔イグメニツァ〕 - テッサロニキ - 〔アレクサンドルーポリ〕
- GR-1号線 (Greek National Road 1)  : エヴゾニ - テッサロニキ - カテリーニ - 〔ラリサ - アテネ〕
- GR-2号線 (Greek National Road 2)  : 〔イグメニツァ〕 - エデッサ - テッサロニキ - 〔アレクサンドルーポリ〕
- GR-4号線 (Greek National Road 4)  : 〔コザニ〕 - エデッサ
- GR-12号線 (Greek National Road 12)  : テッサロニキ - セレス - 〔カヴァラ〕
- GR-63号線 (Greek National Road 63)  : セレス - ブルガリア国境

### 鉄道
主要な路線
- ギリシャ国鉄
  - 幹線鉄道網（Major Rail network） : 標準軌
    - 〔アテネ - ラリサ〕 - テッサロニキ
    - テッサロニキ - イドメニ（マケドニア国境）

  - Minor Rail Network : 標準軌
    - テッサロニキ - エデッサ - 〔フロリナ〕
    - テッサロニキ - 〔アレクサンドルーポリ - オルメニオ〕
- トレンOSE（英語版）（TrainOSE）
  - プロアスティアコス
    - テッサロニキ - エデッサ
    - テッサロニキ - 〔ラリサ〕

### 空港
- テッサロニキ・マケドニア国際空港

### 港湾
- テッサロニキ港 (Port of Thessaloniki)
- ダフニ港